# Шперкар синій
Шперкар синій (Ptilorrhoa caerulescens) — вид горобцеподібних птахів родини Cinclosomatidae.

## Поширення
Ендемік Нової Гвінеї. Поширений в північному та піденному рівнинних поясах острова (хоча в останньому він відсутній на південь від річки Флай) та на півострові Доберай. Живе у тропічних дощових лісах з густим підліском та у галерейних лісах.

## Опис
Дрібний птах завдовжки до 22 см, вагою 49-61 г. Це птахи з міцною, але стрункою статурою, з округлою головою, тонким дзьобом із злегка зігнутим кінчиком, закругленими крилами, міцними і витягнутими ногами і довгим хвостом із закругленим кінцем. Оперення синього кольору, лише горло, щоки і верхня частина грудей білі, а первинні махові пера темно-коричневі. Дзьоб і ноги чорнуваті, очі бурштиново-жовті.

## Спосіб життя
Активний вдень. Трапляється поодинці або парами. Більшу частину дня проводить на землі або серед низьких гілок кущів, де шукає поживу. Живиться комахами та дрібними безхребетними.
Сезон розмноження припадає на кінець сухого сезону (жовтень-грудень). Моногамні птахи. Гніздо будується серед нижніх гілок чагарників. Даних про репродуктивну поведінку мало.